# Perry King
Perry Firestone King (nacido el 30 de abril de 1948) es un actor estadounidense, conocido por sus papeles en televisión y en películas.
King recibió una nominación al Globo de Oro por su papel en la película para televisión The Hasty Heart (1983), que es una nueva versión de la película de 1949 del mismo título.

## Primeros años de vida
King nació en Alliance, Ohio ; su padre era médico. Su abuelo materno fue Maxwell Perkins, editor de la editorial neoyorquina Charles Scribner's Sons. A través de Perkins, King es también desciende del senador estadounidense William M. Evarts y de Roger Sherman, uno de los firmantes de la Declaración de independencia. King se licenció en teatro en la Universidad de Yale y también estudió en Juilliard.

## Carrera
King hizo su debut cinematográfico, alrededor de los 23 años, en la película Matadero cinco de 1972. En 1975, interpretó a Hammond Maxwell en Mandingo.
Desde la década de 1970 ha aparecido en decenas de largometrajes, series de televisión y películas para televisión. Hizo una audición para el papel de Han Solo en Star Wars, pero el papel finalmente fue para Harrison Ford. Sin embargo, interpretó al personaje en las adaptaciones de radio de Star Wars y sus dos secuelas.
En 1984 King fue nominado a un Globo de Oro por su papel en la película para televisión The Hasty Heart. Ese mismo año, consiguió el papel de Cody Allen en la serie Riptide .
En 1993 protagonizó la adaptación televisiva de la novela Un extraño en el espejo de Sidney Sheldon, que es una novela en clave sobre Groucho Marx. En 1995 interpretó el papel de Hayley Armstrong en Melrose Place. También apareció como Richard Williams en la serie de televisión de NBC Titans con Yasmine Bleeth en 2000  y como el presidente de los Estados Unidos en la película de 2004 The Day After Tomorrow.
King ha aparecido como invitado en programas de televisión como Spin City, Will & Grace, Eve y Cold Case.
También ha trabajado como actor de doblaje, doblando para Samson en la película animada de 1985 Samson & Delilah y el personaje de Randall en un episodio de SWAT Kats: The Radical Squadron.

## Vida personal
Casado y divorciado dos veces, King tiene dos hijas y una nieta.
Un ávido motociclista, King apareció en Huell Howser's California's Gold, donde habló sobre su colección de motocicletas y sidecars. En diciembre de 2008 la Asociación Estadounidense de Motociclistas (AMA) nombró a King en su junta directiva.

## Filmografía
| Año  | Título                          | Papel                | notas |
| ---- | ------------------------------- | -------------------- | ----- |
| 1972 | Matadero cinco                  | Robert Pilgrim       |       |
| 1972 | The Possession of Joel Delaney  | Joel Delaney         |       |
| 1974 | The Lords of Flatbush           | David "Chico" Tyrell |       |
| 1975 | The Wild Party                  | Dale Sword           |       |
| 1975 | Mandingo                        | Hammond Maxwell      |       |
| 1976 | Lápiz labial                    | Steve Edison         |       |
| 1977 | Andy Warhol es malo             | L. T.                |       |
| 1977 | The Choirboys                   | Baxter Slate         |       |
| 1978 | A Different Story               | Albert Walreavens    |       |
| 1979 | Buscar y destruir               | Kip Moore            |       |
| 1982 | Clase de 1984                   | Andrew Norris        |       |
| 1982 | The Clairvoyant                 | Paul 'Mac' McCormack |       |
| 1991 | Switch                          | Steve Brooks         |       |
| 1998 | The Adventures of Ragtime       | Jerry Blue           |       |
| 1999 | Her Married Lover               | Richard Manhart      |       |
| 2004 | The Day After Tomorrow          | President Blake      |       |
| 2004 | The Discontents                 | John Walker          |       |
| 2012 | Hatfields and McCoys: Bad Blood | Ran'l McCoy          |       |
| 2014 | K'ina Kil: The Slaver's Son     | Nasi                 | Corto |
| 2014 | Delusional                      | Daniel Gallagher     |       |
| 2018 | The Divide                      | Sam Kincaid          |       |

### Televisión
| Year      | Title                                          | Role                     | Notes                                                                  |
| --------- | ---------------------------------------------- | ------------------------ | ---------------------------------------------------------------------- |
| 1973      | Centro Médico                                  | Wilson                   | Episode: "Nightmare"                                                   |
| 1974      | Cannon                                         | Stephen Danver           | Episode: "Blood Money"                                                 |
| 1974      | Apple's Way                                    | Jack Gale                | Episode: "The Coach"                                                   |
| 1974      | Hawaii Five-O                                  | Rick, Jay Farraday       | Episodes: "The Banzai Pipeline", "We Hang Our Own"                     |
| 1975      | Foster and Laurie                              | Rocco Laurie             | TV film                                                                |
| 1976      | Captains and the Kings                         | Rory Armagh              | TV miniseries                                                          |
| 1977      | Aspen                                          | Lee Bishop               | TV miniseries                                                          |
| 1979      | The Cracker Factory                            | Edwin Alexander          | TV film                                                                |
| 1979      | Love's Savage Fury                             | Zachary Willis           | TV film                                                                |
| 1979      | The Last Convertible                           | Russ Currier             | TV miniseries                                                          |
| 1980      | City in Fear                                   | John Armstrong           | TV film                                                                |
| 1981      | Inmates: A Love Story                          | Roy Matson               | TV film                                                                |
| 1981      | Golden Gate                                    | Jordan Kingsley          | TV film                                                                |
| 1982      | The Quest                                      | Dan Underwood            | Main role                                                              |
| 1983      | The Hasty Heart                                | Yank                     | TV film                                                                |
| 1984      | The Miracle Continues                          | John Macy                | TV film                                                                |
| 1984–1986 | Riptide                                        | Cody Allen               | Main role                                                              |
| 1985      | The Greatest Adventure: Stories from the Bible | Samson                   | Episode: "Samson and Delilah"                                          |
| 1986      | Stranded                                       | Nick MacKenzie           | TV film                                                                |
| 1987      | I'll Take Manhattan                            | Cutter Amberville        | TV miniseries                                                          |
| 1988      | Perfect People                                 | Ken Laxton               | TV film                                                                |
| 1988      | Shakedown on Sunset Strip                      | Charles Stoker           | TV film                                                                |
| 1988      | Disaster at Silo 7                             | Maj. Hicks               | TV film                                                                |
| 1989      | The Man Who Lived at the Ritz                  | Philip Weber             | TV film                                                                |
| 1989      | Valvoline National Driving Test                | As himself               | TV special                                                             |
| 1989      | Roxanne: The Prize Pulitzer                    | Herbert 'Peter' Pulitzer | TV film                                                                |
| 1989      | The Hitchhiker                                 | Doug                     | Episode: "Studio 3X"                                                   |
| 1990      | The Knife and Gun Club                         | Matt Haley               | TV film                                                                |
| 1990      | Kaleidoscope                                   | John Chapman             | TV film                                                                |
| 1990      | Only One Survived                              | Phillip Asherton         | TV film                                                                |
| 1992      | Something to Live for: The Alison Gertz Story  | Mark                     | TV film                                                                |
| 1992      | A Cry in the Night                             | Erich                    | TV film                                                                |
| 1993      | The Torkelsons                                 | Brian Morgan             | Main role (season 2)                                                   |
| 1993      | Country Estates                                | Kurt Morgan              | TV film                                                                |
| 1993      | A Stranger in the Mirror                       | Toby Temple              | TV film                                                                |
| 1993      | Tales from the Crypt                           | Roger                    | Episode: "Came the Dawn"                                               |
| 1993      | Jericho Fever                                  | Michael Whitney          | TV film                                                                |
| 1993      | The Trouble with Larry                         | Boyd Flatt               | Main role                                                              |
| 1994      | SWAT Kats: The Radical Squadron                | Randall (voice)          | Episode: "The Deadly Pyramid"                                          |
| 1994      | Good King Wenceslas                            | Tunna                    | TV film                                                                |
| 1994      | She Led Two Lives                              | Jeffrey Madison          | TV film                                                                |
| 1995      | Burke's Law                                    | Richard Moss             | Episode: "Who Killed the Centerfold?"                                  |
| 1995      | The Outer Limits                               | Richard Adams            | Episode: "Birthright"                                                  |
| 1995      | Melrose Place                                  | Hayley Armstrong         | Recurring role (seasons 3–4)                                           |
| 1996      | Hijacked: Flight 285                           | Frank Leyton             | TV film                                                                |
| 1996      | Face of Evil                                   | Russell Polk             | TV film                                                                |
| 1997      | Their Second Chance                            | Larry                    | TV film                                                                |
| 1998      | The Sentinel                                   | William Ellison          | Episode: "Remembrance"                                                 |
| 1998      | The Cowboy and the Movie Star                  | Clint Brannan            | TV film                                                                |
| 2000      | Will & Grace                                   | John Marshall            | Episode: "Oh Dad, Poor Dad, He's Kept Me in the Closet and I'm So Sad" |
| 2000      | Titans                                         | Richard Williams         | Main role                                                              |
| 2001      | The Perfect Wife                               | Robert Steward           | TV film                                                                |
| 2002      | Spin City                                      | Tom Crandall             | Recurring role (season 6)                                              |
| 2002      | Another Pretty Face                            | Michael Bennet           | TV film                                                                |
| 2004      | Stranger at the Door                           | Greg Norris              | TV film                                                                |
| 2004      | Eve                                            | Jackson                  | Episode: "Dateless in Miami"                                           |
| 2005      | The Perfect Neighbor                           | William Costigan         | TV film                                                                |
| 2005      | Home for the Holidays                          | Jack Cooper              | TV film                                                                |
| 2006      | Sin rastro                                     | Walter Mulligan          | Episode: "More Than This"                                              |
| 2007      | Cold Case                                      | Stan Williams            | Episode: "Blackout"                                                    |
| 2007      | Framed for Murder                              | Jason                    | TV film                                                                |
| 2007      | Brothers & Sisters                             | Curtis Jones             | Episode: "Game Night"                                                  |
| 2009      | Happiness Isn't Everything                     | Comm. Gower              | TV film                                                                |
| 2010      | Big Love                                       | Clark Paley              | Episodes: "Strange Bedfellows", "Sins of the Father", "End of Days"    |
| 2011      | Drop Dead Diva                                 | Warren Persky            | Episode: "Closure"                                                     |
| 2012      | The Mentalist                                  | Greg Bauer               | Episode: "Cheap Burgundy"                                              |
| 2014      | Newsreaders                                    | Mayhew Ketchup           | Episode: "Band Names-R-Us: Put Me in Coach"                            |
| 2015      | Eyewitness                                     | Lee Decker               | TV film                                                                |

## Nominaciones
Golden Apple Award:
- Nominado: Nueva estrella masculina del año (1975)

Premios Globo de Oro
- Nominado: Mejor interpretación de un actor en un papel secundario en una serie, miniserie o película para televisión, The Hasty Heart (1984).[6]